# Elezioni dell'Assemblea nazionale costituente venezuelana del 2017
Le elezioni dell'Assemblea nazionale costituente venezuelana del 2017 si tennero il 30 luglio; furono indette su iniziativa presidenziale (a differenza delle elezioni costituenti del 1999, svoltesi su iniziativa referendaria).
Secondo la Commissione elettorale nazionale, l'affluenza sarebbe stata del 41,53%, mentre le opposizioni, che avevano boicottato il voto, sostennero che solo il 13% degli aventi diritto si sarebbe recato alle urne.

## Contesto

### Le opposizioni
Aspre sono state le critiche delle opposizioni, unite nel MUD capeggiate dall'ex candidato alle presidenziali 2012 e 2013 Henrique Capriles. L'opposizione, sul piede di guerra per la crisi economica e istituzionale che sta attraversando il paese negli ultimi anni, ha accusato il presidente Nicolás Maduro di voler con la creazione di una nuova assemblea esautorare il potere del Parlamento, a lui avverso, in seguito delle elezioni parlamentari del 2015.

### Sondaggi
I sondaggi d'opinione hanno rimarcato una generalizzata contrarietà dei cittadini venezuelani all'elezione di una nuova assemblea costituente.

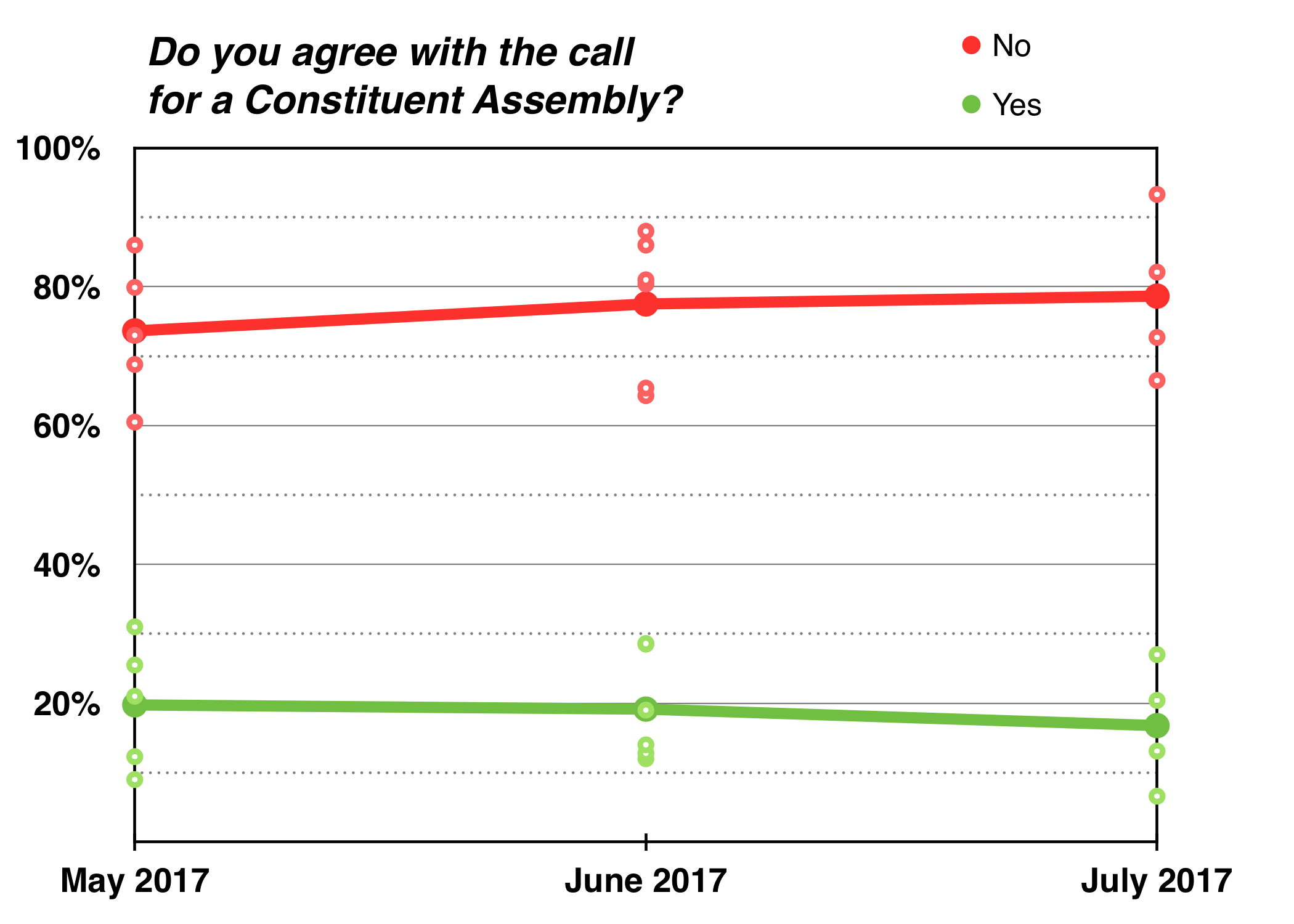
Contrari in rosso; Favorevoli in verde; i punti indicano i risultati dei singoli sondaggi.

| Data               | Casa sondaggistica                                                 | Campione | Favorevoli | Contrari | Indecisi | Vantaggio |
| ------------------ | ------------------------------------------------------------------ | -------- | ---------- | -------- | -------- | --------- |
| 8–19 luglio        | Datanalisis                                                        | 500      | 20,4%      | 72,7%    | 3,8%     | 52,3%     |
| 7–12 luglio        | Datanalisis                                                        | 500      | 27,0%      | 66,5%    | 4,6%     | 41,8%     |
| 6-11 luglio        | Hercon Archiviato il 10 settembre 2020 in Internet Archive.        | 1.200    | 13,1%      | 82,1%    | 4,7%     | 69,0%     |
| 30 giugno          | Pronóstico                                                         | 800      | 6,6%       | 93,3%    | -        | 86,7%     |
| 28 giugno          | Hinterlaces                                                        | 1.580    | 54%        | 44%      | 2%       | 10%       |
| 22 giugno          | Datanalisis                                                        | 1.000    | 28,6%      | 65,4%    | 3,2%     | 36,8%     |
| 14 giugno          | Meganálisis                                                        | –        | 12,8%      | 80,4%    | 6,7%     | 67,6%     |
| 10 giugno          | Ceca                                                               | 1.579    | 19%        | 81%      | -        | 62%       |
| 7–9 giugno         | Pronóstico                                                         | 800      | 14%        | 86%      | -        | 72%       |
| 29 maggio–4 giugno | Datanalisis                                                        | 320      | 28,5%      | 64,3%    | 2,9%     | 35,8%     |
| 10–25 maggio       | Hercon Archiviato il 10 settembre 2020 in Internet Archive.        | 1.200    | 12,3%      | 79,9%    | 7,7%     | 67,6%     |
| 10–17 maggio       | UCV Archiviato il 10 settembre 2020 in Internet Archive.           | 1.200    | 9%         | 86%      | 5%       | 77%       |
| 8 maggio           | Datincorp Archiviato il 10 settembre 2020 in Internet Archive.     | 1.199    | 21%        | 73%      | 5%       | 52%       |
| 5 maggio           | MORE Consulting Archiviato il 2 novembre 2018 in Internet Archive. | 1.000    | 25,5%      | 68,8%    | 5%       | 43,3%     |
| maggio             | Datanalisis                                                        | -        | 31,0%      | 60,5%    | 2,9%     | 29,5%     |

### Reazioni estere

Paesi che hanno riconosciuto l'assemblea (verde), che non l'hanno riconosciuta (rosso) e neutrali (giallo)

Molti paesi e organizzazioni per i diritti umani hanno espresso il loro dissenso verso il progetto di modifica della costituzione voluta dal presidente Nicolás Maduro.
Per quanto riguarda i paesi americani, hanno sostenuto l'operato di Maduro la Bolivia di Evo Morales, l'Ecuador di Lenín Moreno, il Nicaragua di Daniel Ortega, El Salvador di Salvador Sánchez Cerén e Cuba.

## Composizione dell'assemblea costituente e modalità di elezione
I 545 membri previsti per l'assemblea costituente sono stati eletti nelle tre seguenti modalità:
| Modalità                                  | Numero di membri eletti | Sistema elettorale |
| ----------------------------------------- | ----------------------- | --- |
| Suffragio universale                      | 364                     | - Un membro eletto mediante sistema maggioritario a turno unico, per ogni municipalità del paese. - Due membri eletti mediante sistema proporzionale, per ogni municipalità capitale di stato esclusa Caracas - Sette membri eletti con sistema proporzionale, per Caracas. Si ha quindi che: - Ogni municipalità non capitale di stato eleggerà un solo membro con sistema maggioritario a turno unico - Ogni municipalità capitale di stato, eccezion fatta per Caracas, eleggerà tre membri, di cui uno con sistema maggioritario a turno unico e gli altri due con sistema proporzionale. - Caracas eleggerà otto membri, di cui uno con sistema maggioritario a turno unico e gli altri sette con sistema proporzionale. |
| Membri dei sette settori della società    | 173                     | Assemblea che devono eleggere i seguenti membri per settore della società: - Contadini e pescatori: 8 - Uomini d'affari: 5 - Disabili: 5 - Studenti: 24 - Pensionati: 28 - Consigli comunali: 24 - Lavoratori nella pubblica amministrazione: 79 |
| Rappresentanti delle popolazioni indigene | 8                       | Assemblea che si terranno due giorni dopo le elezioni principali nelle varie regioni indigene del Venezuela |